# Nokia N85
Pour les articles homonymes, voir N85.
Le N85 est un smartphone du constructeur Nokia, lancé en février 2009. Il possède un écran OLED et un appareil photo d'une définition maximale de 5 mégapixels (avec double flash LED et protection optique), GPS, Wi-Fi, Bluetooth, un transmetteur FM et une sortie TV.
Son système d'exploitation est Symbian OS.

## Caractéristiques
- Système d'exploitation Symbian OS 9.3, S60 rel. 3.2.
- Processeur ARM 11 à 369 MHz.
- GSM/EDGE/3G/3G+.
- 103 × 50 × 16 mm pour 128 grammes[1].
- Écran de 2,6 pouces de définition 240 × 320 pixels.
- Batterie de 1 200 mA.
- Mémoire : 85 Mo.
- Appareil photo numérique de 5 mégapixels, capteur CMOS, optique Carl Zeiss[1].
- Appareil photo numérique secondaire pour la visiophonie.
- Wi-Fi b, g.
- Bluetooth[1].
- A-GPS[1].
- Capteur de luminosité.
- Accéléromètre pour la rotation de l'écran.
- prise audio jack 3,5 mm.
- alimentation électrique micro-USB
- Radio FM 87,5-108 MHz avec prise en charge RDS.
- Émetteur Radio FM 87,5-108 MHz.
- DAS : 0,91 W/kg.